# Huggate
Huggate – wieś w Anglii, w hrabstwie East Riding of Yorkshire. Leży 35 km na północny zachód od miasta Hull i 278 km na północ od Londynu. W 2001 miejscowość liczyła 317 mieszkańców.